# La donna sulla pietra
(Ivo Andrić, La donna sulla pietra)
La donna sulla pietra è una raccolta di racconti per lo più brevi di Ivo Andrić che fa parte dei cosiddetti racconti dell'ombra, ovvero non facenti parte della sua produzione letteraria per la quale il premio Nobel bosniaco è per lo più noto in Italia, vale a dire i romanzi e i racconti ambientati per lo più in epoca ottomana e asburgica.
I racconti sono stati pubblicati in un periodo di tempo di oltre un ventennio, ma hanno tutti come caratteristica comune l'immagine femminile che, a volte a suo malgrado, diventa il fulcro su cui ruota intorno l'intero racconto. A differenza della sua produzione maggiore che è per lo più ambientata in una limitata area della Bosnia, diversi racconti non hanno un'ambientazione ben determinata, o come nel caso di Byron a Sintra dove si narra dell'inizio del grand tour del poeta inglese, addirittura ci si trova al di fuori di tale area allo scrittore tanto cara.

## Racconti
1. La donna sulla pietra (Žena na kamenu) - 1954
2. Ferie al Sud (Letovanje na jugu) - 1959
3. La maltrattata (Zlostavljanje) - 1946
4. Parole (Reči) - 1964
5. La festa (Svečanost) - 1962
6. La passeggiata (Šetnja) - 1934
7. Segnali (Znakovi) - 1951
8. Byron a Sintra (Bajron u Sintri) - 1935
9. La danza (Igra) - 1956

## Edizioni
- Ivo Andrić, La donna sulla pietra, Zandonai, 2010, ISBN 9788895538532.